# Oreja de coliflor
La oreja de coliflor u oreja en coliflor es una afección irreversible que ocurre cuando el pabellón auricular es golpeado desarrollando un trombo o alguna otra acumulación de líquido bajo el pericondrio lo que provoca la separación del cartílago e impide así la llegada de nutrientes. Esto causa la muerte del cartílago y como resultado la formación de tejido fibroso en la piel que lo recubre. Esto provoca que la oreja parezca permanentemente deformada e hinchada asemejándose a una coliflor.
La lesión es común entre luchadores de artes marciales como judo, Jiu-jitsu brasileño, wrestling o artes marciales mixtas así como en otros deportes de contacto como el rugby.

## Causas
La causa más común de la oreja de coliflor es un fuerte traumatismo en la oreja lo que provoca un hematoma que si no es tratado, habitualmente, evoluciona hasta alcanzar la inconfundible apariencia de coliflor. La piel que cubre el cartílago es extremadamente fina, sin apenas grasa subcutánea y fuertemente unida al pericondrio recorrido por gran cantidad de vasos sanguíneos que alimentan al cartílago. Su separación a causa del hematoma es lo que provoca la muerte del cartílago y la degradación de los tejidos.  
La oreja de coliflor también puede presentarse en un escenario sin traumatismos o heridas del pabellón auricular previos. Tal es el caso de la Policondritis recidivante, una rara enfermedad reumatológica en la cual son frecuentes los episodios inflamatorios dando como resultado la destrucción de los cartílagos en orejas y nariz.

## Diagnóstico
La oreja de coliflor es diagnosticada clínicamente, esto quiere decir que el médico hará la diagnosis usando los elementos del historial de la herida (participación en deportes de contacto, trauma en la oreja, episodios similares previos) junto a un examen físico(sensibilidad en la zona, hematomas, deformación del contorno de la oreja) para confirmar la diagnosis y decidir el tratamiento más adecuado.
Para encontrar el mejor tratamiento para la oreja de coliflor, Yotsuyianagi et al creó un sistema de clasificación que ayuda a los profesionales a encontrar la forma mejor de tratamiento.

### Diagnóstico diferencial
Se debe hace el diagnóstico diferencial con:
- Absceso
- Condritis
- Condrodermatitis nodular crónica helicis
- Condroma
- Condrosarcoma
- Dermatofibroma
- Carcinoma de células escamosas del canal auditivo
- Traumatismo del canal auditivo
- Exostosis
- Cuerpo extraño
- Hemangioma
- Hematoma
- Queloide
- Osteoma
- Pseudoquiste
- Seroma
- Cáncer de piel: carcinoma basocelular, carcinoma de células escamosas, melanoma no pigmentado, carcinoma de células de Merkel, dermatofibrosarcoma

| Tipo 1: Mínima deformación sin apenas deformidad en la silueta de la oreja. | Tipo 1: Mínima deformación sin apenas deformidad en la silueta de la oreja. | Tipo 2: Deformidad severa en la silueta de la oreja. | Tipo 2: Deformidad severa en la silueta de la oreja. |
| --------------------------------------------------------------------------- | --------------------------------------------------------------------------- | ---------------------------------------------------- | ---------------------------------------------------- |
| Tipo 1A                                                                     | Deformidad se limita a la aurícula de la oreja.                             | Tipo 2A                                              | La integridad estructural de la oreja está intacta.  |
| Tipo 1B                                                                     | La deformidad se extiende desde el antihelix al helix de la oreja.          | Tipo 2B                                              | Pobre integridad estructural de la oreja.            |
| Tipo 1C                                                                     | La deformidad se extiende por el exterior de la oreja.                      |                                                      |                                                      |

## Prevención

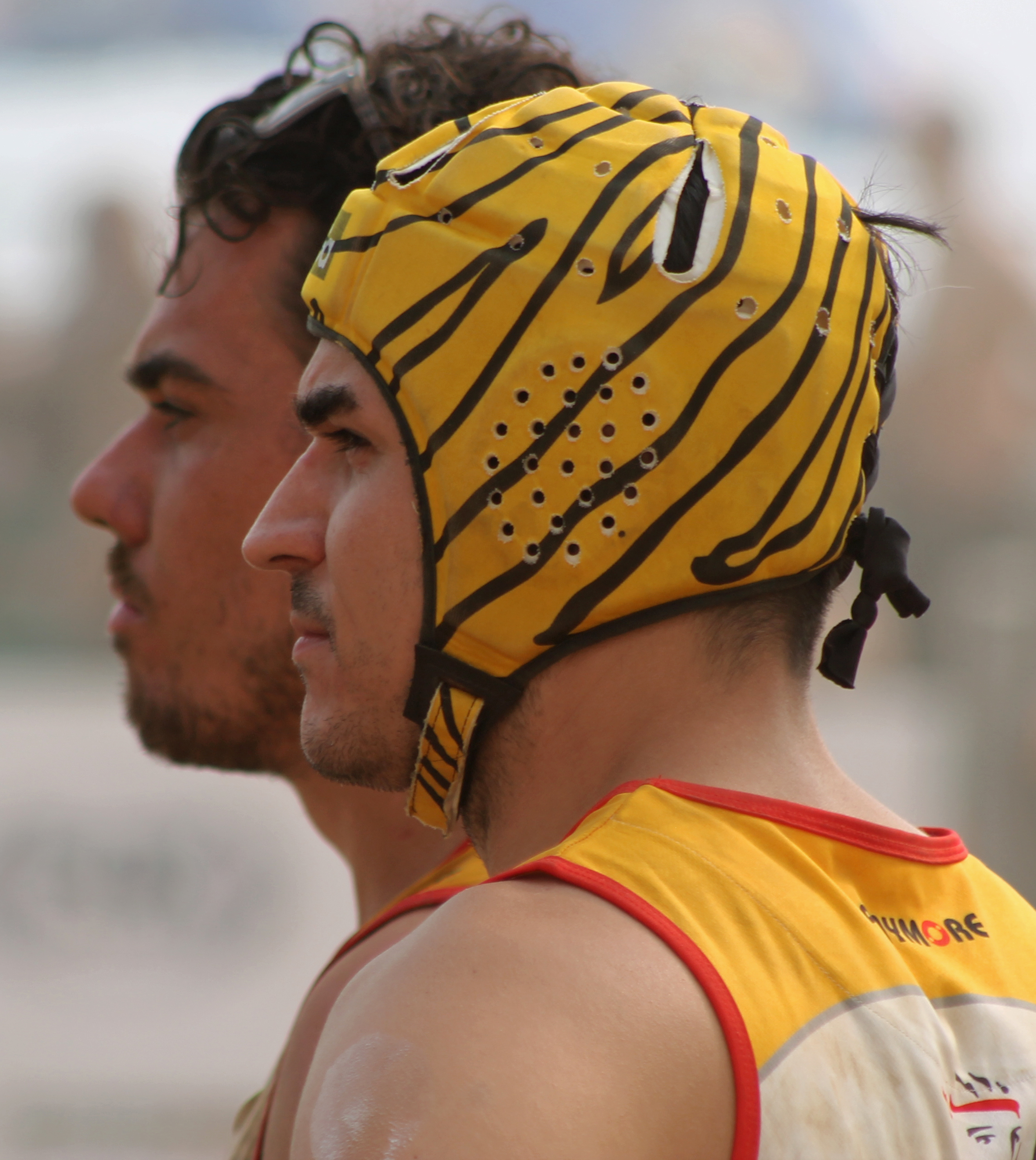
Un gorro de melé(scrump cap) que ayuda a absorber los impactos

Un gorro de melé que habitualmente usan los jugadores de rugby, un casco de boxeador o una férula auricular especialmente diseñada para evitar fuertes compresiones en la aurícula pueden ayudar a evitar la formación de orejas de coliflor. Sin embargo, para algunos deportistas, la oreja de coliflor está considerada como una signo de distinción y una muestra de su valor y coraje.

## Tratamiento

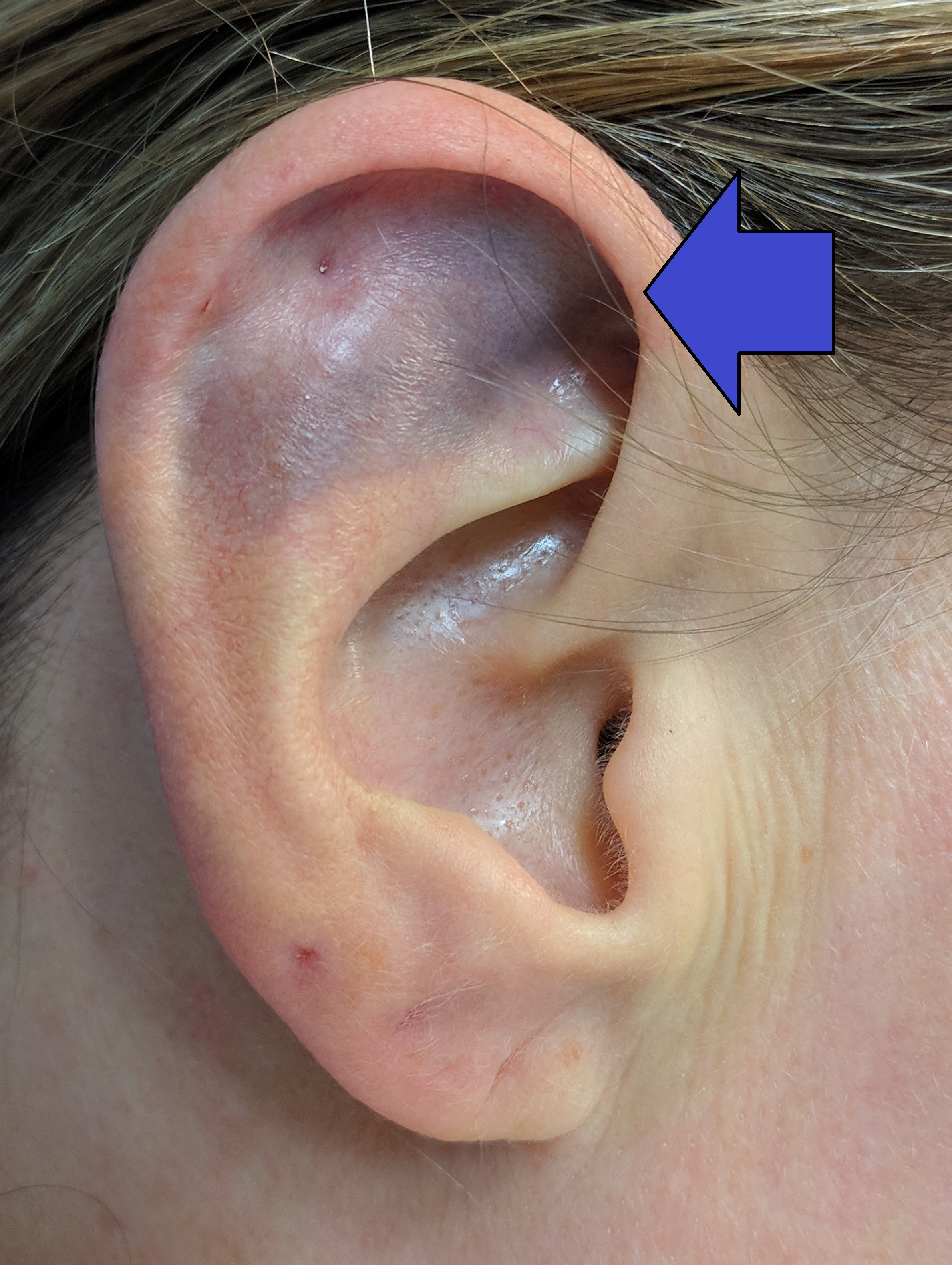
Hematoma auricular después del drenaje

Existen varios tipos de tratamiento para tratar el hematoma pericondrial que puede provocar la oreja de coliflor pero actualmente no es posible un único mejor tratamiento o protocolo.
Hay claras evidencias de que el drenaje del hematoma, comparado con tratamientos más conservadores, es lo mejor para evitar la deformación de oreja de coliflor, sin embargo, el uso de vendajes o férulas después del drenaje no ha sido aún suficientemente investigado.
Debido a que un hematoma agudo puede provocar la oreja de coliflor, un rápido drenaje de la sangre puede prevenir una deformidad permanente. 
Hay varias técnicas descritas para realizar una correcta extracción de la sangre acumulada como son un drenaje con aguja, dispositivos de succión continua, colocación de una mecha o una simple incisión y drenaje. Tras el drenaje de la sangre evitar que los líquidos se vuelvan a acumular es la misión principal. Esto se puede conseguir con diversas actuaciones como vendajes de presión directa, suturas, drenajes colocados en las suturas, férulas térmicas, bolas de algodón suturadas y suturas absorbibles.
El uso de un drenaje simple transcurridas seis horas de producida la lesión es inútil y el trauma se vuelve crónico. En estos casos se sugiere la intervención quirúrgica para devolver el aspecto natural a la oreja y evitar re-acumulaciones. El exterior de la oreja es proclive a infecciones y es habitual la prescripción de antibióticos. También es habitual posteriormente  aplicar presión por medio de vendajes lo que ayuda a que la piel y el cartílago re-conecten de nuevo.

## Historia

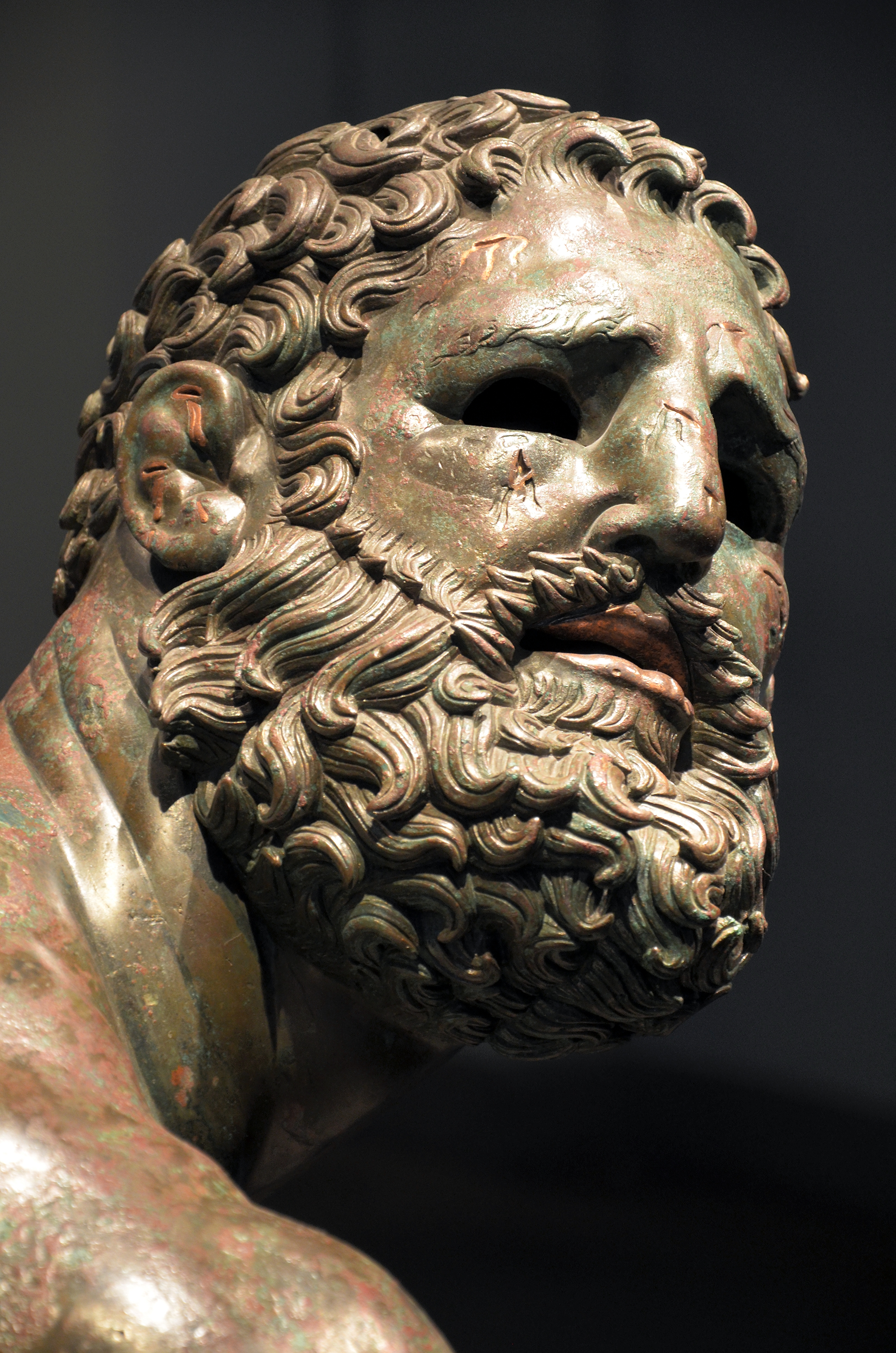
Muestra de una oreja de coliflor en una escultura del siglo VI a. C.

La afección de oreja de coliflor es conocida desde la antigüedad y en la escultura púgil en reposo hallada en unas excavaciones en Roma y datada en el siglo VI a. C. se representa a un luchador que luce orejas de coliflor.
En el siglo XIX, en Hong Kong, los usuarios habituales de fumaderos de opio desarrollaban orejas de coliflor al pasar largos periodos de tiempo con la cabeza apoyada en almohadas de madera.
Existe el Cauliflower Alley Club (El club del callejón de la coliflor) formado por luchadores y boxeadores tanto retirados como en activo. Fue fundado por el actor y luchador Mike Mazurki y Art Abrams en 1965. Una fotografía de la oreja de coliflor de Mazurki es el emblema de la organización.